# Трупіал цитриновий
Трупіа́л цитриновий (Icterus nigrogularis) — вид горобцеподібних птахів родини трупіалових (Icteridae). Мешкає в Південній Америці та на сусідніх островах.

## Опис

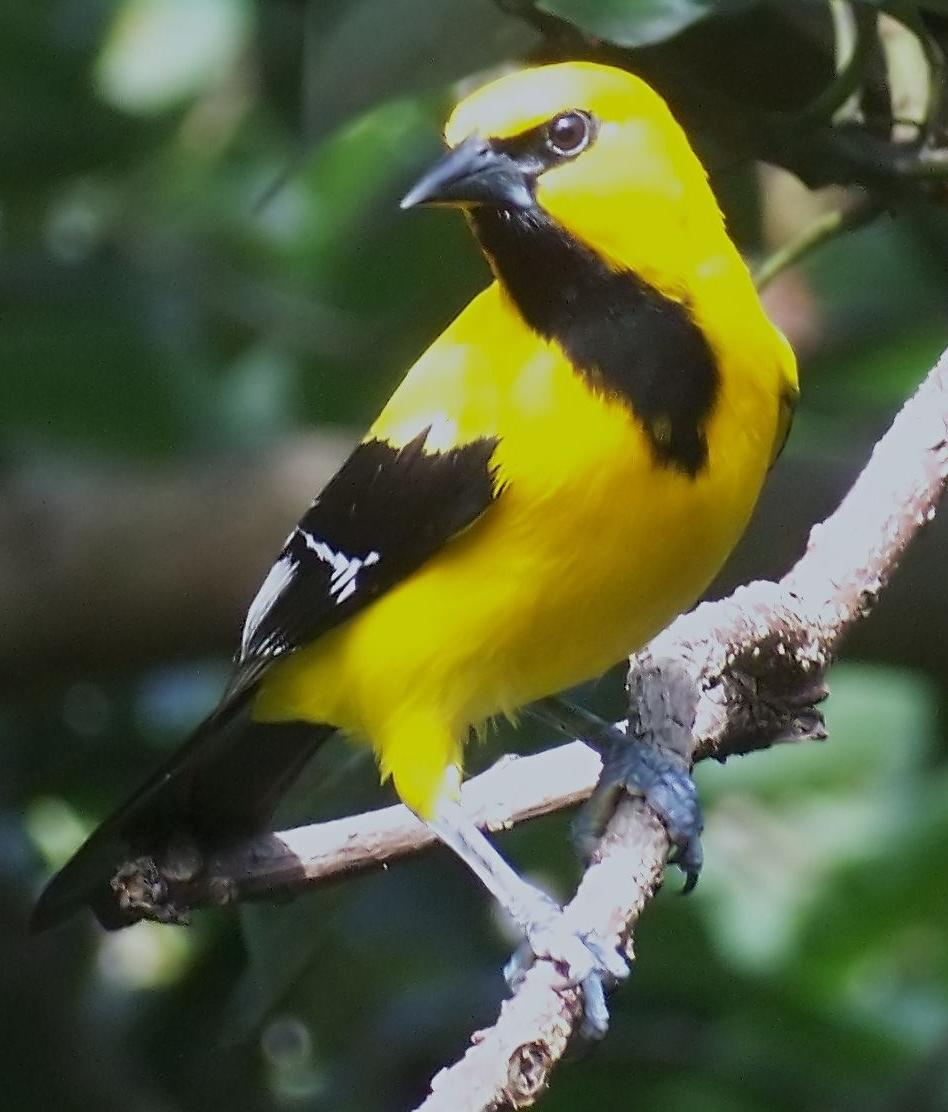
Цитриновий трупіал

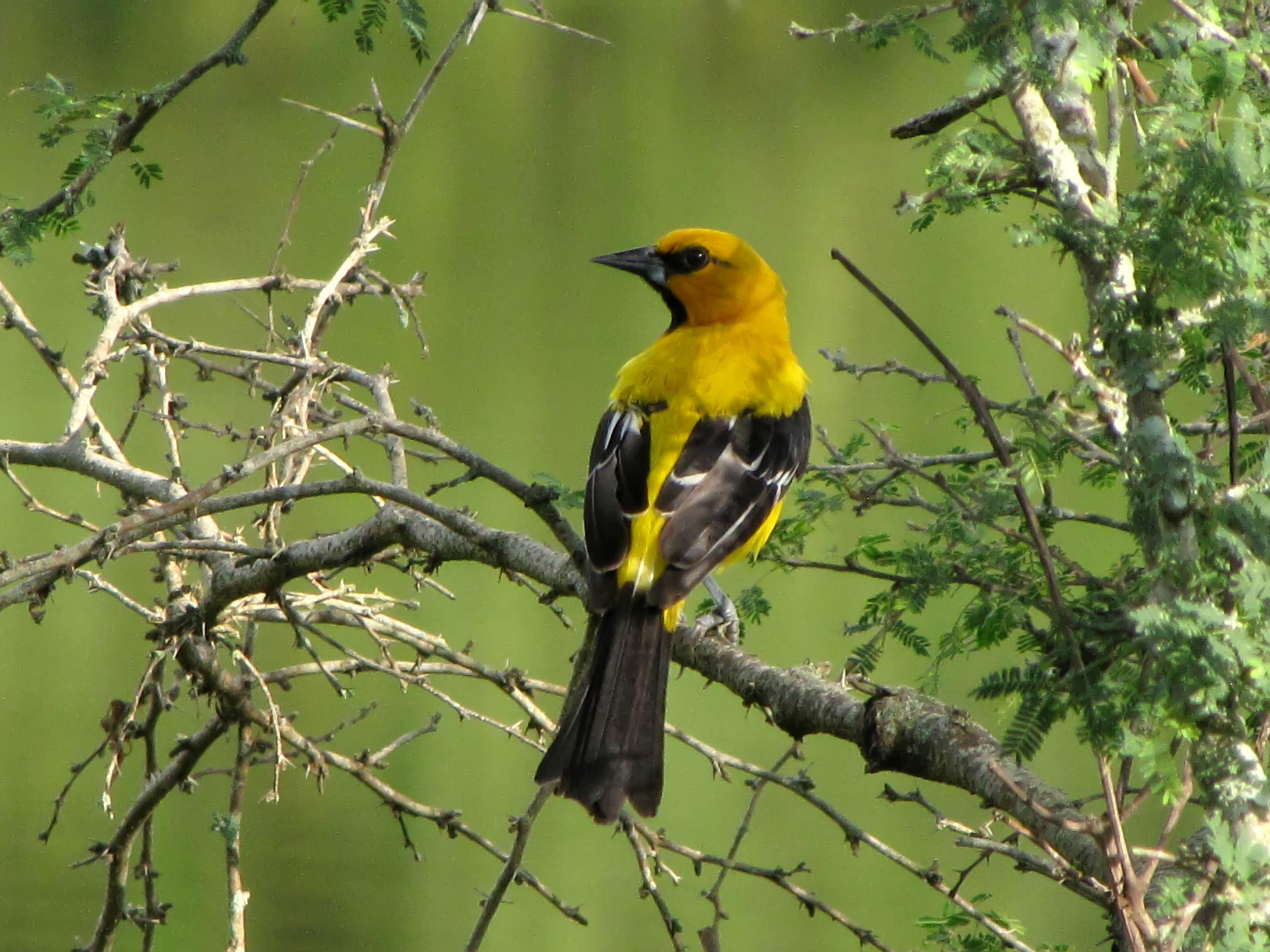
Цитриновий трупіал

Довжина птаха становить 20-21 см, вага 38 г. Забарвлення переважно яскраво-жовте, на обличчі чорна "маска", горло, крила і хвіст чорні. На крилах білі смуги, махові пера мають білі внутрішні краї. Самиці є дещо тьмянішими ніж самці. У молодих птахів спина жовта з оливковим відтінком, "маска" на обличчі у них відсутня.

## Підвиди
Виділяють чотири підвиди:
- I. n. nigrogularis (Hahn, 1819) — північна Колумбія. Венесуела, Гвіана і північна Бразилія (Рорайма, Амапа, гирло Амазонки в штаті Пара);
- I. n. curasoensis Ridgway, 1884 — Нідерландські Антильські острови (Аруба, Кюрасао і Бонайре);
- I. n. helioeides Clark, AH, 1902 — острів Маргарита (на півночі Венесуели);
- I. n. trinitatis Hartert, E, 1913 — північно-східна Венесуела (схід півострова Парія[en]) і острів Тринідад.

## Поширення і екологія
Цитринові трупіали мешкають в Колумбії, Венесуелі, Гаяні, Французькій Гвіані, Суринамі, Бразилії, на Тринідаді і Тобаго та на Нідерландських Антильських островах. Вони живуть в сухих рідколіссях, в чагарникових заростях, на плантаціях, в парках і садах. Живляться переважно великими комахами, а також нектаром, ягодами і плодами. Гніздо чашоподібне, діаметром 40 см, підвішується до гілки. В кладці 3 блідих сіро-зелених або сірих яйця.